# Mudbound
Ne doit pas être confondu avec Mudbound (roman).
Pour plus de détails, voir Fiche technique et Distribution.
Mudbound est un drame historique américain réalisé par Dee Rees sur un scénario écrit par Virgil Williams et tiré du roman Mudbound d'Hillary Jordan, sorti en 2017.

## Synopsis
Dans les années 1940, après la Seconde Guerre mondiale, la famille McAllan débarque dans la ville de Memphis (en), dans le Mississippi, pour travailler dans l'agriculture et découvre la dure vie d'agriculteurs. Une autre famille, les Jackson, des exploitants agricoles, tente d'accomplir leurs rêves malgré le racisme et les barrières sociales auxquelles elle est confrontée.

## Fiche technique
- Titre original : Mudbound
- Titre français : Mudbound
- Réalisation : Dee Rees
- Scénario : Virgil Williams, Dee Rees, d'après le roman Mudbound d'Hillary Jordan
- Photographie : Rachel Morrison
- Montage : Mako Kamitsuna
- Musique : Tamar-Kali Brown
- Pays d'origine : États-Unis
- Langue originale : anglais
- Format : couleur
- Genre : drame historique
- Durée : 134 minutes
- Dates de sortie : 
  - États-Unis : 21 janvier 2017 (festival du film de Sundance)
  - États-Unis, France : 17 novembre 2017 (Netflix)

## Distribution
- Carey Mulligan (VF : Élisabeth Ventura) : Laura McAllan
- Garrett Hedlund (VF : Adrien Antoine) : Jamie McAllan
- Jason Clarke (VF : Boris Rehlinger) : Henry McAllan
- Jason Mitchell (VF : Mohad Sanou) : Ronsel Jackson
- Mary J. Blige (VF : Géraldine Asselin) : Florence Jackson
- Jonathan Banks (VF : Patrick Poivey) : Pappy McAllan
- Rob Morgan (VF : Florian Wormser) : Hap Jackson
- Kelvin Harrison Jr. : Weeks
- Kerry Cahill : Rose Tricklebank
- Lucy Faust (VF : Barbara Kelsch) : Vera Atwood
- Dylan Arnold : Carl Atwood
- Henry Frost (VF : Jérémy Bardeau) : Teddy

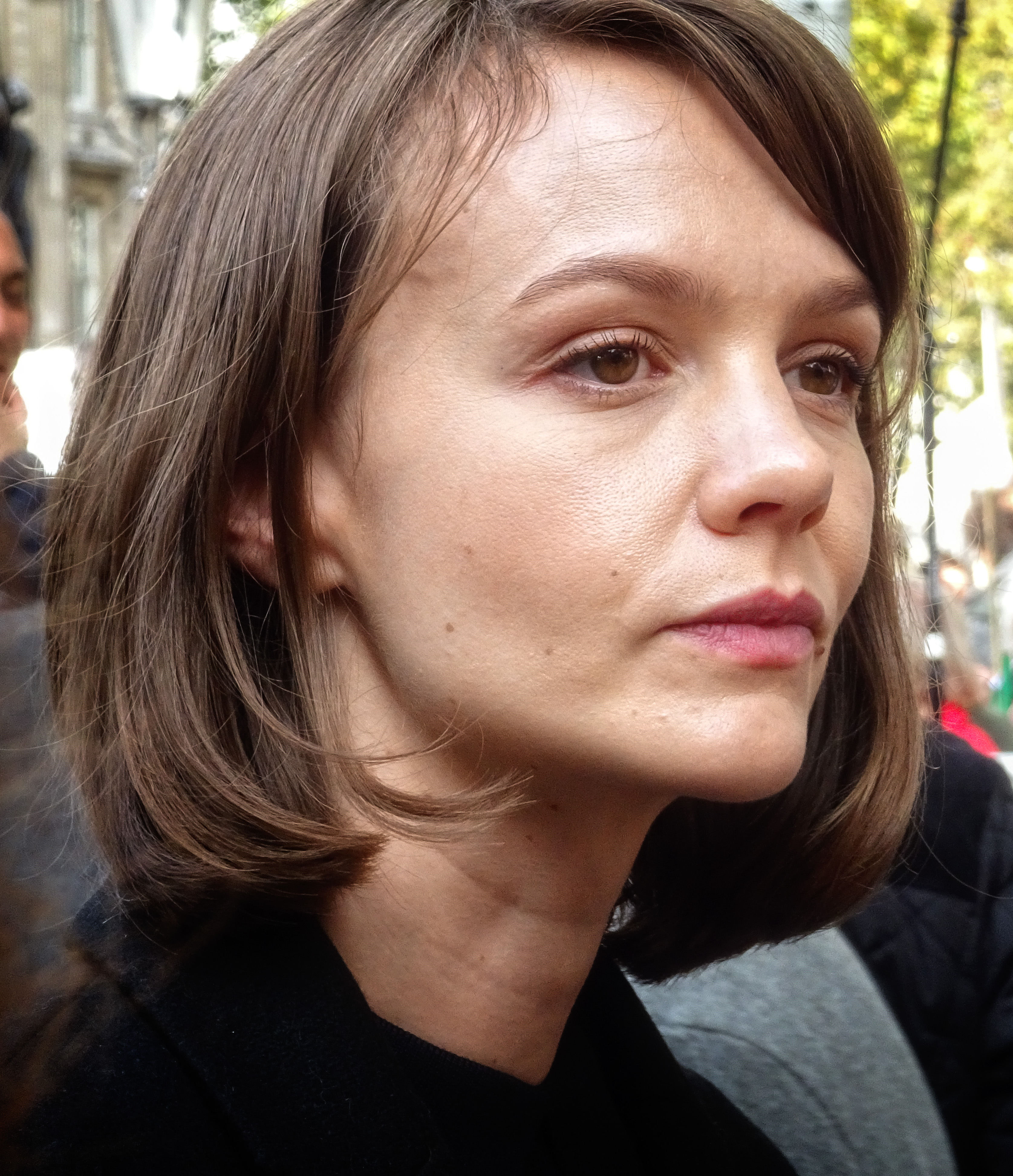
L'actrice principale Carey Mulligan, l'année de tournage du film.

- Kennedy Derosin : Lilly May Jackson
- Jason Kirkpatrick : Oris Stokes
- Elizabeth Windley : Amanda Leigh McAllan
- Claudio Laniado : Dr Pearlman
- Charley Vance (VF : Antoine Tomé) : le shérif Thacker
- Frankie Smith (VF : Oscar Douieb) : Marlon Jackson
- Geraldine Singer (VF : Laure Sabardin) : la mère de Laura

 Source et légende : version française (VF) sur RS Doublage et selon le carton du doublage français télévisuel.

## Première
La première du film s'est déroulée en 2017 au festival du film de Sundance.

## Distinctions

### Nominations
- Oscars 2018 :
  - Oscar de la meilleure actrice dans un second rôle pour Mary J. Blige
  - Oscar du meilleur scénario adapté pour Virgil Williams et Dee Rees
  - Oscar de la meilleure chanson originale  pour « Mighty River » interprétée par Mary J. Blige

- Golden Globes 2018 :
  - Golden Globe de la meilleure actrice dans un second rôle pour Mary J. Blige
  - Golden Globe de la meilleure chanson originale pour « Mighty River » interprétée par Mary J. Blige